# Galela Gamarmalamu Airport
Galela Gamarmalamu Airport är en flygplats i Indonesien.   Den ligger i provinsen Maluku Utara, i den nordöstra delen av landet, 2 500 km öster om huvudstaden Jakarta. Galela Gamarmalamu Airport ligger 8 meter över havet. Den ligger vid sjön Danau Galela.
Terrängen runt Galela Gamarmalamu Airport är kuperad åt nordväst, men åt sydost är den platt. Runt Galela Gamarmalamu Airport är det mycket glesbefolkat, med 7 invånare per kvadratkilometer. I omgivningarna runt Galela Gamarmalamu Airport växer i huvudsak städsegrön lövskog.